# Cantón de Saint-Gervais-sur-Mare
El cantón de Saint-Gervais-sur-Mare era una división administrativa francesa, que estaba situada en el departamento de Hérault y la región de Languedoc-Rosellón.

## Composición
El cantón estaba formado por once comunas:
- Castanet-le-Haut
- Combes
- Hérépian
- Lamalou-les-Bains
- Le Poujol-sur-Orb
- Les Aires
- Rosis
- Saint-Geniès-de-Varensal
- Saint-Gervais-sur-Mare
- Taussac-la-Billière
- Villemagne-l'Argentière

## Supresión del cantón de Saint-Gervais-sur-Mare
En aplicación del Decreto n.º 2014-258 de 26 de febrero de 2014, el cantón de Saint-Gervais-sur-Mare fue suprimido el 22 de marzo de 2015 y sus 11 comunas pasaron a formar parte; diez del nuevo cantón de Clermont-l'Hérault y una del nuevo cantón de Saint-Pons-de-Thomières.